# Вавер, Ян
Ян Вавер, немецкий вариант — Йоганн Вауэр (в.-луж. Jan Wawer, нем.  Johann Wauer, 28 августа 1672 года, деревня Мешицы, Лужица, курфюршество Саксония — 6 мая 1728 года, деревня Букецы, Лужица, королевство Саксония) — лютеранский священнослужитель и серболужицкий культурный делатель, один из четырёх переводчиков первого полного перевода Библии на верхнелужицкий язык. Один из деятелей национально-культурного сербско-лужицкого возрождения.

## Биография
Родился 28 августа 1672 года в крестьянской семье в серболужицкой деревне Мешицы. После окончания будишинской гимназии изучал теологию с 1696 года в Лейпцигском университете. С 1702 года был вспомогательным священником в одном из лютеранских приходов и в 1708 году был назначен настоятелем в своей родной деревне Букецы, где прослужил до своей кончины в 1728 году. В 1710 году был одним из автором сборника церковных гимнов лужичан, который был издан на его средства в 1719 году с новыми дополнительными 42 гимнами. Перевёл на верхнелужицкий язык Аугсбургское исповедание Мартина Лютера. Написал несколько стихотворений на латинском языке.
В сотрудничестве с Яном Бемаром, Яном Лангой и Матеем Йокушем сделал полный перевод Библии Мартина Лютера на верхнелужицкий язык. Этот перевод потребовал одиннадцатилетнего труда для обработки языка и сверки с польским, чешским и старославянским переводами. Библия была издана в 1728 году после его смерти на средства серболужицкого культурно-просветительского общества «Сербское проповедническое общество». В настоящее время этот перевод под наименованием «Biblija 1728» считается в сорабистике одним из памятников серболужицкой письменности и языка.